# Webbaken
Een webbaken is een kleine grafische afbeelding in een e-mail of webpagina die verborgen is voor de gebruiker, waardoor gecontroleerd kan worden dat de gebruiker de webpagina of e-mail gezien heeft. Alternatieve benamingen zijn web bug, web beacon, tracking bug, tracking pixel, clear gif, pixeltag, 1x1 gif.

## Techniek
De meeste webbakens zijn transparant of hebben dezelfde kleur als hun achtergrond waardoor ze niet zichtbaar zijn. Wanneer een document geopend wordt dat een webbaken bevat, dan wordt deze kleine afbeelding geladen van een server op het internet, waarbij het laden geregistreerd wordt. Op deze manier kan de exploitant van de server zien wanneer, welke en hoeveel gebruikers dit webbaken raadplegen. Van deze gegevens wordt een analyse gemaakt om te zien wanneer een webpagina of e-mail geraadpleegd wordt.
Particuliere aanbieders van een website kunnen door het toevoegen van een webbug gedetailleerde informatie via serverlogs opvragen over de websitebezoekers. Een voorbeeld hiervan zijn de tellers op een website die bijhouden hoeveel unieke bezoekers er in het totaal geweest zijn. Bij elk bezoek wordt er contact gemaakt met de server die de afbeelding host.

## Privacy
De webbakens geven de server-exploitant toegang tot meerdere gegevens van de bezoeker, waaronder:
- bewegingsprofiel van de gebruikerssessie;
- het IP-adres van de computer die de webbug opvraagt;
- de internetserviceprovider van de gebruiker;
- de locatie van de bezoeker door middel van geolocatie;
- de URL van de webpagina waar de webbug op staat;
- de URL van het webbaken;
- het tijdstip waarop het webbaken aangeroepen werd;
- het type browser dat het webbaken geladen heeft;
- de voorkeurtaal die de browser gebruikt;
- het besturingssysteem van de bezoeker;
- de schermresolutie van de computer;
- de cookiewaarde van een reeds bestaande cookie;
- wanneer de e-mail geraadpleegd werd.